# ベア・バレット
ベアトリス・エマ（バレット）アルトメイヤー（Beatrice Emma (Barrett) Altmeyer、1916年11月15日 – 2002年8月26日）は、アメリカ合衆国のアマチュア女子ゴルファー。

## 来歴
イリノイ州シカゴで生まれる。1938年、現在はLPGAメジャー選手権と認定されている女子ウェスタンオープンで優勝。旧姓と婚姻後の双方の名前でプレイし、1933年から1962年にかけてミネソタ州のゴルフトーナメントで10回優勝した。
1989年、ミネソタ州ゴルフ殿堂に選出された。ミネソタ州セントルイスパークで死去。

## 勝利の一部
- 1938年 女子ウェスタンオープン
- ミネソタ州女子マッチプレー選手権 (1933年、1937年、1946年、1947年、1958年、1961年)
- ミネソタ州女子アマチュア選手権 (1947年、1950年、1958年、1962年)

## メジャー選手権

### 優勝 (1回)
| 年     | 選手権                 | 優勝スコア | 2位の選手        |
| ------ | ---------------------- | ---------- | ---------------- |
| 1938年 | 女子ウェスタンオープン | 6 & 4      | ヘレン・ホフマン |